# EXXpedition
eXXpedition (2014), é um projecto de investigação científica, que consiste em expedições em alto-mar num veleiro, cuja tripulação é composta unicamente por mulheres, com o objectivo estudar e analisar a poluição provocada pelo plástico nos oceanos.

## História
O projecto eXXpedition, criado por Emily Penn e Lucy Gilliam em 2014, consiste em expedições cientificas a bordo de um veleiro, cuja tripulação é composta unicamente por mulheres, com o objectivo estudar e analisar a poluição provocada pelo plástico nos oceanos.
Em 2019, o veleiro S.V. TravelEdge partiu de Plymouth (Reino Unido) em direcção aos Açores (Portugal), para uma volta ao mundo, num total de 38000 milhas, com uma tripulação composta apenas por mulheres, revezada por outras mulheres após a conclusão de cada uma das 30 etapas.
No total foram seleccionadas 300 mulheres, de várias nacionalidades, com idades compreendidas entre os 18 e 57 anos e com as mais variadas ocupações desde cientistas, artistas, activistas, psicólogas, designers, professoras, realizadoras, entre outras.